# La casa sull'albero
La casa sull'albero è un romanzo surreale per ragazzi scritto da Bianca Pitzorno nel 1977 e pubblicato per la prima volta da Le Stelle nel 1984. Vi sono descritte le avventure della bambina Aglaia trasferitasi con la sua amica adulta Bianca in una casa su un albero fantastico, insieme ad una famiglia allargata composta da cani volanti, gatti che imparano a parlare, bambini che si esprimono in versi e fiori carnivori. 

Ha vinto nel 1985 il Premio Andersen, il mondo dell'infanzia nella categoria Miglior libro per bambini dai 6 ai 9 anni ed è stato tradotto in numerose lingue tra cui spagnolo, catalano, polacco e ungherese .

## Trama
Le due amiche Bianca e Aglaia (una adulta e l'altra bambina)stufe di vivere in città, si decidono a vivere in una casa su un albero così speciale che, grazie a semplici innesti, è in grado di produrre qualsiasi tipo di frutta e persino il pane. Sfortunatamente sull'albero abita anche il vecchio misantropo Beccaris Brullo che alleva una pianta carnivora. A seguito del conflitto con il condomino indesiderato, la famiglia di Aglaia e Bianca (che già comprendeva la gatta Prunilde e il cane Amedeo) si allarga: cadono infatti da tre cicogne in volo, vittime non predestinate degli spari del signor Brullo, dei fagottini con quattro neonati. Dopo un infruttoso tentativo di farli allevare dal responsabile della loro caduta, verranno allattati dalla cagna Dorotea che ha appena svezzato i propri cuccioli. Il tentativo delle due amiche di insegnare ai quattro pargoli il linguaggio umano avrà delle conseguenze impreviste: i bambini (che si esprimevano con i versi degli animali) impareranno a parlare, ma solo in poesia, mentre la gatta Prunilde -precedentemente restia ad imparare a suonare il flauto- apprezzerà invece questo tipo di lezioni e svilupperà un linguaggio forbito. Anche la cagna Dorotea subirà una mutazione, acquisendo caratteristiche da uccello: ali, cinguettii e capacità di fare le uova. Tutte caratteristiche che torneranno utili, specie quando sarà il momento di scacciare i boscaioli che tenteranno di abbattere l'albero su cui abita la strana famiglia allargata.

## Genesi e storia editoriale
In origine questo romanzo breve non era destinato alla pubblicazione, ma era stato scritto come regalo per l'amica di otto anni Aglaia nel 1977, ispirandosi ad un albero di un giardino pubblico sul quale la bambina avrebbe voluto abitare. Una copia dattiloscritta, illustrata e rilegata dalla stessa Pitzorno aveva circolato per anni nella cerchia dei familiari e degli amici della bambina con il titolo di Aglaia sull'albero. L'autrice, più volte sollecitata a pubblicare il romanzo, specie dopo che ne era apparso un estratto nel 1980 sulla rivista Schedario di Firenze, ha acconsentito infine alla pubblicazione da parte della casa editrice Le Stelle. Il romanzo avrebbe infatti inaugurato la collana Storie al Vento curata dall'amico dell'autrice, lo scrittore Roberto Piumini : un'ottima garanzia, quindi, che la storia non sarebbe stata stravolta. Ripulito da numerosi riferimenti alla famiglia di Aglaia e ad un loro particolare lessico familiare che non sarebbe stato compreso dai lettori, La casa sull'albero è uscito nel 1984 in un'edizione illustrata dello studio Arcoquattro. È stato in seguito ripubblicato da Mondadori nelle collane Oscar Junior e Contemporanea con illustrazioni di Quentin Blake. L'edizione del 2007 per Contemporanea (e successive ristampe) si è arricchita anche di una riduzione teatrale in 15 scene ad opera di Piumini, mentre quella del 2012 contiene una prefazione di Alice e Alba Rohrwacher.

## Edizioni
- Bianca Pitzorno, La casa sull'albero, con prefazione di Alice e Alba Rohrwacher, Arnoldo Mondadori Editore, 2012, ISBN 978-88-04-61954-3.
- Bianca Pitzorno, La casa sull'albero, Arnoldo Mondadori Editore, 2010, ISBN 978-88-04-59911-1.
- Bianca Pitzorno, La casa sull'albero, collana Contemporanea, Arnoldo Mondadori Editore, 2007, ISBN 978-88-04-57051-6.
- Bianca Pitzorno, La casa sull'albero, collana Oscar Junior, Arnoldo Mondadori Editore, 2006, ISBN 978-88-04-44479-4.
- Bianca Pitzorno, La casa sull'albero, collana Oscar Junior, Arnoldo Mondadori Editore, 1998, ISBN 88-04-44479-7.
- Bianca Pitzorno, La casa sull'albero, collana Oscar Junior, Arnoldo Mondadori Editore, 1990, ISBN 88-04-33480-0.
- Bianca Pitzorno, La casa sull'albero, collana Storie al vento, Le Stelle, 1984.